# Canal du centre (Frankrike)

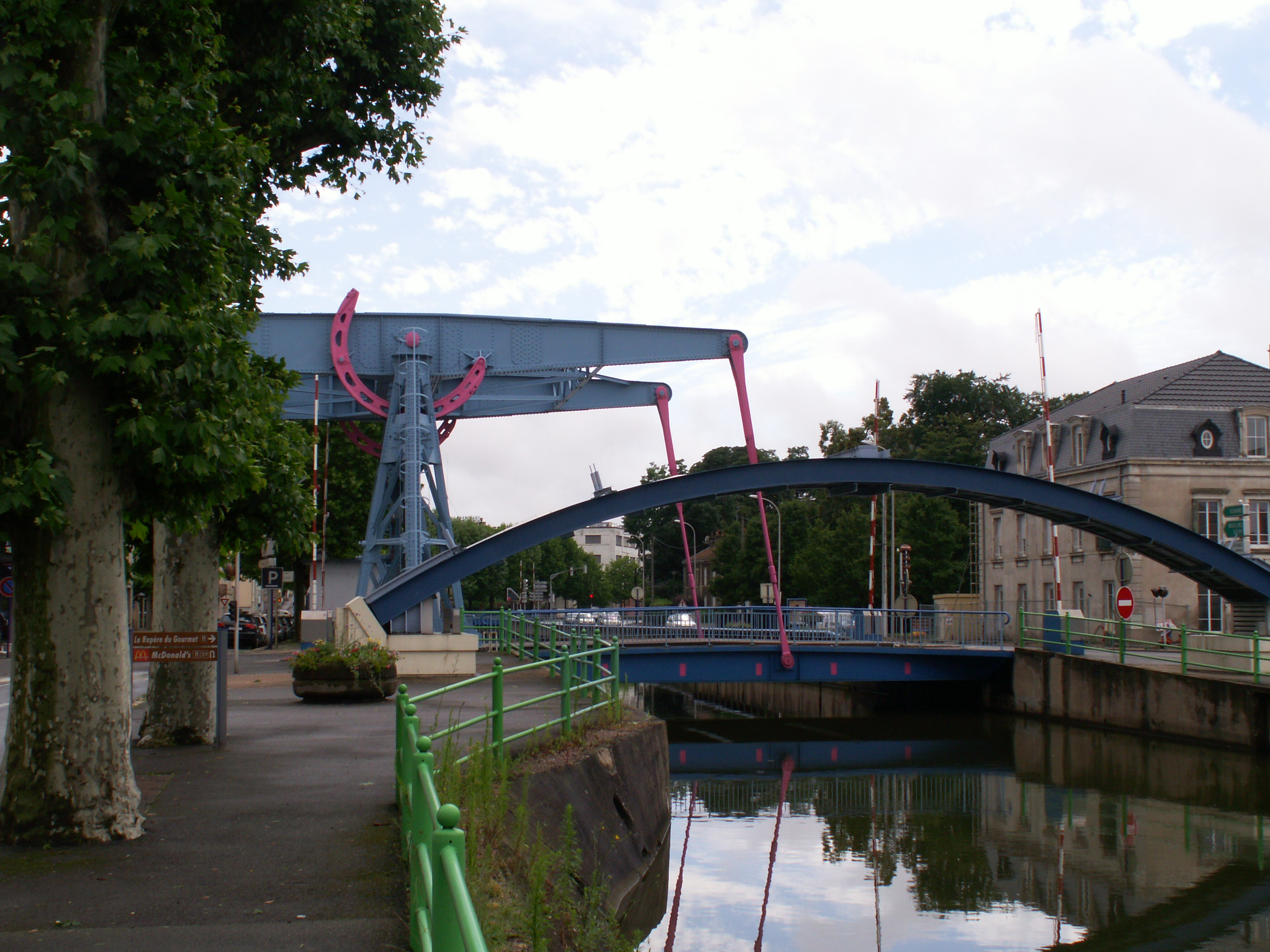
Canal du centre

Canal du centre är en kanal i departementet Saône-et-Loire (Bourgogne och Maconnais) i Frankrike. Den förenar Saône med Loire och därigenom Medelhavet med Atlanten. Längden är 121 km. Kanalen byggdes 1781-1793 och ombyggdes på 1880-talet.